# Jardín botánico Nacional de Cuba
El Jardín Botánico Nacional (Cuba) es un jardín botánico de unas 500 hectáreas y en el que están expuestas unas 4 000 especies vegetales.
Perteneciente a la Universidad de La Habana, que tiene como sus objetivos, el promover el conocimiento, en la población en general, de los aspectos relacionados con las plantas, haciendo hincapié en la flora autóctona.
Es miembro del BGCI, y presenta trabajos para la Agenda Internacional para la Conservación en los Jardines Botánicos.
El código de identificación del Jardín Botánico Nacional (Cuba) en el "Botanic Gardens Conservation International" (BGCI) así como las siglas de su herbario es HAJB.

## Localización
Se encuentra a unos 25 km al sur, de la ciudad de La Habana en Cuba. Se llega por la carretera El Rocío km. 3½, Calabazar, Boyeros, La Habana.
Jardín Botánico Nacional de Cuba, Universidad de La Habana, La Habana, Provincia de La Habana Cuba.
Planos y vistas satelitales.23°07′59.8800″N 082°21′59.7600″O / 23.133300000, -82.366600000
- Temperatura media anual: 24,2 °C
- Temperatura media máxima: 32,6 °C
- Temperatura media mínima: 11,9 °C
- Promedio anual de lluvia: 1615mm
- Altura: 100msnm
- Naturaleza del suelo: ferralíticos rojos, arcillosos, de profundidad variable, pH=6,5

## Historia
Por una orden la máxima Dirección del país en 1967, se le asignó a la Universidad de La Habana responsabilidad para la creación de un nuevo y moderno Jardín Botánico. De este modo, surge el Jardín Botánico Nacional (JBN),  y que contó con la asesoría directa del Prof. Dr. Johannes Bisse (Universidad Friedrich Schiller de Jena, Alemania) para su construcción.
El Jardín Botánico Nacional de Cuba cuenta con unas 600 hectáreas de superficie y fue abierto al público en 1984. 
En 1989, en ocasión del 30 aniversario de la revolución cubana, gracias a la colaboración de la “Asociación Conmemorativa para la Exposición Mundial del Japón” y con el apoyo del Embajador de Japón en Cuba, se fundó el Jardín Japonés.

## Colecciones
Este jardín botánico fue concebido con los fines de una institución moderna destinada al uso público en la que se muestra una gran colección de plantas vivas, clasificadas y ordenadas científicamente, con propósitos educativos, científicos, recreativos y conservacionistas. Alberga 4 000 taxones (1208 géneros de plantas, 3711 spp., y +6000 accesiones)
Entre sus colecciones especiales son de destacar:
- Exposiciones bajo techo

Su área expositiva abarca unos 2 353 m², y consta de una parte techada con 3 pabellones, y otra exterior en la que hay un estanque  para plantas acuáticas y colecciones de plantas ornamentales. Los pabellones tienen 9 metros de altura y en ellos se exponen plantas de aproximadamente 600 especies pertenecientes a 250 géneros de 90 familias.
El pabellón casa de cristal está dedicado a  representar las plantas de zonas áridas tropicales y subtropicales. El pabellón de alta humedad y 50% de iluminación alberga  plantas que habitan los bosques húmedos tropicales. El pabellón alta humedad y 25% de iluminación exhibe plantas de los bosques tropicales húmedos de montaña, y algunas plantas de interés económico como las de cacao, café, pimienta negra, vainilla, ...

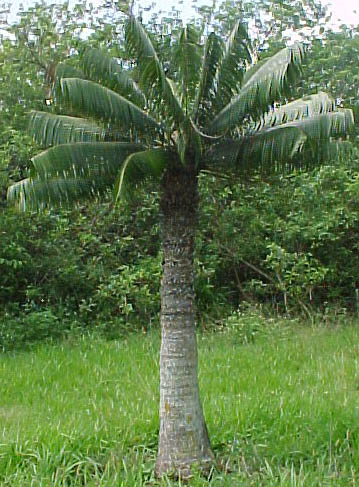
Palma corcho (Microcycas calocoma), considerada un fósil viviente.

En el exterior aparece una colección de plantas ornamentales acuáticas y terrestres, con una sección dedicada a plantas con troncos paquicaules (troncos engrosados para almacenar agua).
- Colecciones de campo, con las zonas:

- Zona Fitogeográfica Cubana:

Esta zona muestra una representación de las diferentes formaciones vegetales que pueden encontrarse en Cuba:
- - Sabanas de Júcaros y Palmas
  - Pinares.
  - Vegetación sobre Serpentina
  - Bosque húmedo Oriental
  - Montes Semicaducos
  - Vegetación de Mogotes
  - Monte Seco
  - Manigua Costera

- Zona Fitogeográfica Mundial

Es una muestra de la flora arbórea tropical de Asia, África, América y las Antillas, Australia y Oceanía. Todas ellas científicamente documentadas.
- Colecciones especializadas:
  - Sistemática
  - Palmetum con 98 géneros, 253 spp., 15 taxones infraespecíficos, entre los géneros de palmas: Aiphanes (5 spp.), Areca (6 spp.), Arenga (9 spp.), Bactris (5 spp.), Calamus (6 spp.), Chamaedorea (8 spp.), Coccothrinax (15 spp).
  - Bosque Arcaico
  - Colección Ekman
  - Bosque Martiano
  - Plantas económicas

- Jardín Japonés, o Jardín de los paseos

Inaugurado en 1989, obra del arquitecto paisajista japonés Yoshikuni Araki, está enclavado en la zona fitogeográfica de Asia Sur Oriental, con una extensión de cinco hectáreas, expone plantas propias de esa región asiática y otras apropiadas para crear el ambiente paisajístico "Kaiyu-Shiki-teien" (jardín de paseo), en el que con la técnica "mie-gakure",  de las lomas "shakkei", desde ningún punto del jardín se puede ver todo el paisaje. Posee una cascada, un lago y un mirador "Ukimi-dou".
- Colección Científica

La colección científica del Jardín Botánico Nacional de Cuba se alberga en unos umbráculos e invernaderos próximos a los edificios administrativos. Para acceder a ellos previa cita a especialistas. Esta colección mantiene ejemplares de la flora Cubana y Mundial y son la base para el enriquecimiento de las zonas expositivas y las áreas fitogeográficas del centro.

## Equipamientos
- Herbario (el segundo del país) con más de 100 000 ejemplares de la flora cubana (de ellos aproximadamente 300 son tipos).
- Biblioteca especializada con unos 4 700 títulos de libros y 1 084 títulos de publicaciones seriadas.
- Personal, nueve Doctores en Ciencias Biológicas, seis Maestros en Botánica, ocho jóvenes investigadores y 11 técnicos para la investigación y la docencia, se encarga de las labores de investigación que aquí tienen lugar.
- Restaurantes: 4 en total - El Rancón, El Bambú, La Majagua y El Yarey.